# Teste Uhlenhuth
O teste de Uhlenhuth, também conhecida como prova de precipitina antígeno-anticorpo para espécies. É uma prova que pode determinar se uma mostra de sangue é humano ou animal. Foi descoberta por Paul Uhlenhuth em 1901, baseando na descoberta de que o sangue de diferentes espécies tinha uma ou mais proteínas características que as diferenciava. A prova resultou de grande importância para o desenvolvimento da ciência forense no século XX. A prova foi refinada para uso forense pelo químico suíço Maurice Müller na década de 1960.